# Mira e... spira
Mira e... spira (Zip 'N Snort) è un film del 1961 scritto e diretto da Chuck Jones. È un cortometraggio d'animazione della serie Merrie Melodies, uscito negli Stati Uniti d'America il 21 gennaio 1961. Ha come protagonisti Willy il Coyote e Beep Beep. È stato distribuito anche coi titoli Trovate di coyote, Eterni rivali e, dal 1997, Alta velocità.

## Trama
Willy (Semper manducatorius) insegue Beep Beep (Stradarum rovinatorius) fino all'entrata di un tunnel; l'uccello si ferma a lato, mentre il coyote è costretto a tornare indietro inseguito da un camion. Non si accorge però di un tornante e avanza in aria fino a schiantarsi contro una parete di roccia e cadere a terra. Beep Beep appare in cima al dirupo e Willy scala la parete per inseguirlo, ma una volta arrivato il ciglio del burrone si stacca e cade a terra con lui sopra. Willy quindi tenta di catturare o uccidere Beep Beep nei seguenti modi:
- cerca di lanciarsi dietro di lui con un arco, ma rimane schiacciato tra la corda e il legno;
- carica una granata su un modellino di aeroplano per lanciarla verso Beep Beep, ma riesce a lanciare solo l'elica e poi il modellino mentre la granata rimane vicino a lui ed esplode;
- usa un bastone come leva per lanciare un masso dall'alto, ma lo lancia sopra di sé;
- mette sulla strada dei pallini di ferro ricoperti di mangime per uccelli, pensando di poter catturare Beep Beep con una calamita su una canna da pesca. Tuttavia, il magnete si attacca a una linea elettrica, fulminando Willy e facendo lampeggiare il suo naso come una lampadina;
- tenta di caricare un cannone, ma mentre colpisce la palla di cannone con un bastone, il cannone spara da solo. Willy cade giù da un precipizio insieme al bastone e viene schiacciato a terra dalla palla;
- dopo aver fermato sulla strada Beep Beep con del mangime, Willy cerca di sparargli dall'alto con un altro cannone, ma esso cade dal suo supporto portando con sé il coyote. Durante la caduta il cannone si gira e inghiotte Willy. Beep Beep si sposta non appena il cannone colpisce il suolo, quindi il cannone spara tornando su nel suo supporto, cosa che fa sì che il ciglio del burrone si rompa e ricada su Willy;
- si unge i piedi con del grasso e scivola giù da una parete di roccia verso Beep Beep, ma questo si ferma prima che lui lo raggiunga e il coyote continua la sua corsa fino ad arrivare a una ferrovia, dove è costretto a fuggire (scivolando sui binari) da un treno diretto per New York guidato da Beep Beep.

## Distribuzione

### Edizioni home video

#### VHS
America del Nord
- Road Runner Vs. Wile E. Coyote: The Classic Chase (1985)
- Road Runner and Wile E. Coyote: Chariots of Fur (13 agosto 1996)
- Stars of Space Jam: Road Runner and Wile E. Coyote (26 novembre 1996)

Italia
- Silvestro e Gonzales: Vincitori e vinti, 2ª parte (1985)[3]
- Road Runner Vs. Wile E. Coyote: The Classic Chase (1986)
- Wile E. Coyote and Road Runner n. 1 (ottobre 1990)
- Wile E. Coyote 2 (giugno 1994)
- Le stelle di Space Jam: Beep Beep e Willy il Coyote (marzo 1997)

#### DVD
Il corto fu pubblicato in DVD-Video in America del Nord nella raccolta Road Runner and Wile E. Coyote della collana Stars of Space Jam, uscita il 9 ottobre 2018.